# سامي حبيب بلدي
سامي حبيب بلدي لاعب كرة قدم قطري من أصول جزائرية يلعب حالياً في نادي الريان.

## مسيرة اللاعب
بدأ في الفئات السنية في نادي لخويا و لعب بعدها في نادي الدحيل ونادي أم صلال ونادي الريان.

## الحياة الشخصية
هو شقيق اللاعب الجزائري عادل حبيب بلدي .